# Hot Wire
Hot Wire es el quinto álbum de estudio de la banda de glam metal estadounidense Kix, publicado el 9 de julio de 1991 por el sello East West Records.

## Lista de canciones
1. "Hot Wire" (Donnie Purnell, Taylor Rhodes) – 5:22
2. "Girl Money" (Purnell, Rhodes) – 3:58
3. "Luv-a-Holic" (Purnell) – 4:39
4. "Tear Down the Walls" (Purnell, Rhodes) – 4:35
5. "Bump the La La" (Purnell, Rhodes) – 3:28
6. "Rock & Roll Overdose" (Purnell, Rhodes) – 4:29
7. "Cold Chills" (Halligan, Purnell) – 5:19
8. "Same Jane" (Halligan, Purnell) – 4:33
9. "Pants on Fire (Liar, Liar)" (John Palumbo, Purnell) – 4:12
10. "Hee Bee Jee Bee Crush" (Palumbo, Purnell) – 5:33

## Personal

### Kix
- Steve Whiteman – voz
- Ronnie "10/10" Younkins – guitarra
- Brian "Damage" Forsythe – guitarra
- Donnie Purnell - bajo
- Jimmy "Chocolate" Chalfant - batería